# Central Saint Martins College of Art and Design

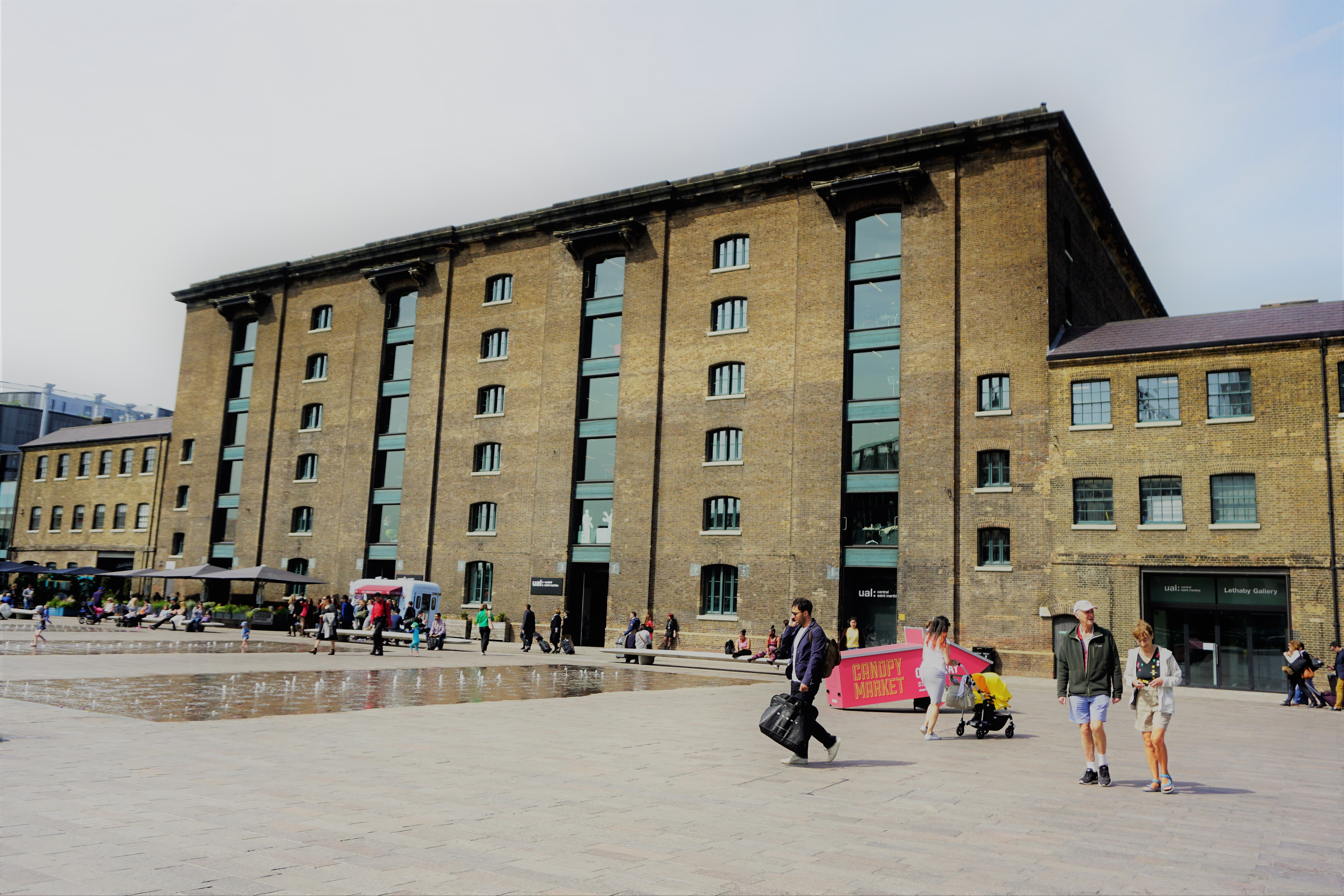
Standort seit 2011 am Granary Square

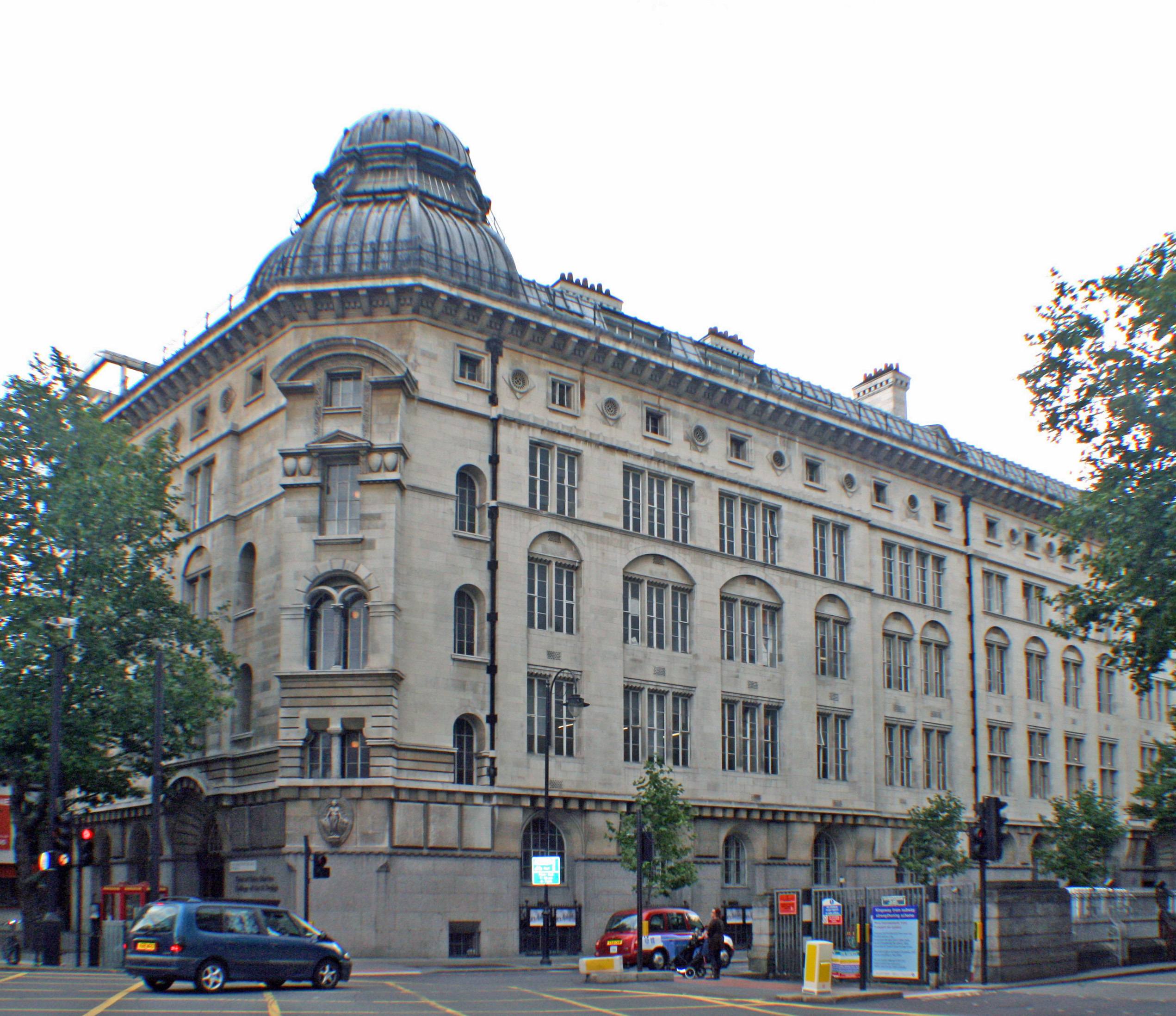
Gebäude am früheren Standort

Das Central Saint Martins College of Art and Design ist eine Hochschule für Kunst und Design in London.
Das College gehört zur University of the Arts London, die im Jahr 2004 den Status einer unabhängigen Universität erhalten hat.
Die Anfänge der Hochschule liegen in der Arts-und-Crafts-Bewegung des 19. Jahrhunderts und damit in den Reformbewegungen der Kunstschulerziehung im Zeitalter von Industrialisierung und Imperialismus. Sie stellte auch eine Gegenbewegung zur Akademietradition der Royal Academy of Arts (gegründet 1768) im Vereinigten Königreich dar.
In den 1960ern and 1970ern war St Martins eine der einflussreichsten Kunstschulen Englands mit Studenten wie Gilbert & George und Richard Long. Für viele Musiker aus dem Umfeld von Punk und New Wave war Saint Martins ein zentraler Treffpunkt.
1986 wurde die Hochschule in das neugegründete London Institute, ein Zusammenschluss von Kunsthochschulen, integriert und 1989 die Central School of Art & Design (gegründet 1896) mit der St Martin’s School of Art (gegründet 1854) verbunden.
1999 stieß das London Drama Center und 2003 die Byam Shaw School of Art hinzu. 2011 zog sie an den Granary Square in einem der größten Stadterneuerungsgebiete Londons nördlich des Zentrums hinter den beiden Bahnhöfen St. Pancras International und King’s Cross Station. 2014 verlor Central Saint Martins College den Zusatz „College of Arts and Design“ und wird mit CSM bezeichnet.
Das College bietet Studiengänge im Bereich Kunst und Design an, in denen Bachelor und Master-Abschluss erreicht werden können. Dazu gehören die Fachbereiche Kunst, Mode, Kultur und Enterprise, Schmuck und Textil, Produkt, Keramik und Industriedesign, Kommunikationsdesign, Architektur, Drama und Performance. 2017 hatte es über 4.000 Studierende.
Bekannte Modedesigner wie John Galliano, Alexander McQueen, Gareth Pugh oder Stella McCartney studierten dort Modedesign waren erfolgreich als Designer bei Haute-Couture-Häusern wie Christian Dior angestellt.

## Liste bekannter Absolventen
- Onka Allmayer-Beck (* 1979), österreichische Illustratorin und Keramikkünstlerin

- Haman Alimardani (* 1977), persisch-deutscher Modedesigner
- Frank Auerbach (1931–2024), deutsch-britischer Maler
- David Barbarino (* 1980), deutscher Künstler
- Peter Blake (* 1932), britischer Künstler
- Catherine Boswell Fried (1936–2015), britische Bildhauerin, Malerin und Fotografin
- Nick Brandt (* 1966), britischer Fotograf
- Neville Brody (* 1957), britischer Grafikdesigner und Typograph
- Pierce Brosnan (* 1953), irischer Schauspieler
- Sarah Burton (* 1974), britische Modedesignerin
- Hussein Chalayan (* 1970), britischer Modedesigner
- Avinash Chandra (1931–1991), indischer Maler
- Steven Claydon (1969), englischer Künstler und Musiker
- Philippe Chrétien (* 1958), Schweizer Designer und Musiker
- Jarvis Cocker (* 1963), britischer Musiker
- Bernard Cohen (* 1933), britischer Maler
- Terence Conran (1931–2020), britischer Designer
- Richard Deacon (* 1949), britischer Bildhauer
- James Dyson (* 1947), britischer Industriedesigner
- Sandra Eades (* 19491), britisch-deutsche Malerin und Fotokünstlerin
- John Ernest (1922–1994), US-amerikanischer Maler und Reliefkünstler
- Tara Fitzgerald (* 1967), britische Schauspielerin
- Lucian Freud (1922–2011), deutsch-britischer Künstler
- Hamish Fulton (* 1946), britischer Fotograf
- John Galliano (* 1960), britischer Modedesigner
- Gilbert & George, Künstler
- Anja Gockel (* 1968), deutsche Modedesignerin
- Richard Hamilton (1922–2011), englischer Künstler
- PJ Harvey (* 1969), britische Musikerin
- Matthias Hoene, deutscher Regisseur, Filmproduzent und Drehbuchautor
- Anthony Hill (1930–2020), britischer Maler
- John Hurt (1940–2017), britischer Schauspieler
- Menashe Kadishman (1932–2015), israelischer Künstler
- Mary Katrantzou (* 1983), griechische Modeschöpferin
- Judith Kerr (1923–2019), britische Schriftstellerin
- Mike Leigh (* 1943), britischer Filmregisseur
- Kalliopi Lemos (* 1951), griechische Bildhauerin, Malerin und Installationskünstlerin
- Richard Long (* 1945), britischer Künstler
- Glen Matlock (* 1956), Bassist der Sex Pistols
- Stella McCartney (* 1971), britische Modedesignerin
- Alexander McQueen (1969–2010), britischer Modedesigner
- Kati Meyer-Brühl (* 1971), deutsche Möbeldesignerin
- Charlotte Mitchell, englische Kostümbildnerin
- Nasreen Mohamedi, indische Künstlerin
- M.I.A. (* 1975), britische Sängerin
- E. R. Nele (* 1932), deutsche Bildhauerin
- Eduardo Paolozzi (1924–2005), schottischer Grafiker und Bildhauer
- Victor Pasmore (1908–1998), britischer Maler
- Mervyn Peake (1911–1968), britischer Schriftsteller
- Zac Posen (* 1980), US-amerikanischer Modedesigner
- Laure Prouvost (* 1978), französische Video- und Multimediakünstlerin
- Sade (* 1959), nigerianisch-britische Sängerin
- Rupert Sanders (* 1971), britischer Regisseur
- Burkhard Schittny (* 1966), deutscher Fotograf und Künstler
- Paul Simonon (* 1955), Bassist von The Clash
- Afewerk Tekle (1932–2012), äthiopischer Künstler
- Joe Tilson (1928–2023), britischer Maler
- William Tucker (* 1935), britischer Bildhauer
- William Turnbull (1922–2012), britischer Bildhauer
- Matthew Williamson (* 1971), britischer Modedesigner
- Joe Wright (* 1972), britischer Regisseur
- Toby Ziegler (* 1972), britischer Künstler
- Sophia Kokosalaki (1972–2019), griechische Modedesignerin